# 青井夏海
青井 夏海（あおい なつみ、女性、1960年 -）は、日本の推理作家。

## 来歴
千葉県生まれ。神奈川県在住。既婚で息子がいる。慶應義塾大学経済学部卒業。詳しい経歴や、本名等は明らかにされていないが、推理小説を書き始めたのは20歳過ぎからだという。1994年に野球ミステリ『スタジアム 虹の事件簿』を自費出版した。出版の際、本づくりそのものに興味を抱き、同書の出版社に就職。同書はパ・リーグ応援団体等に配られた。ところが、同書がインターネット上の有名ミステリ書評サイト（「Uncharted Space」、「猟奇の鉄人」等）で「幻の名著」として取り上げられるようになり、好評を聞いた東京創元社から創元推理文庫の一冊として2001年に出版され、広く知られるようになった。
その後、自身の助産院での出産経験をヒントにした助産師（当時は助産婦）探偵シリーズを発表、その第1作『赤ちゃんをさがせ』はNHKのテレビドラマにも採用された。
『そして今はだれも』では安楽椅子探偵スタイルから一歩を進め、巻き込まれ型探偵及び主人公が、名門高校での陰湿な事件に立ち向かう。

## 作品リスト

### 助産婦（師）探偵シリーズ
- 赤ちゃんをさがせ（2001年10月 東京創元社 / 2003年1月 創元推理文庫）
- 赤ちゃんがいっぱい（2003年4月 創元推理文庫）
- 赤ちゃんはまだ夢の中（2012年4月 創元推理文庫）

### その他
- スタジアム 虹の事件簿（1994年1月 発行：MBC21・発売：東京経済 / 2001年4月 創元推理文庫）
- 陽だまりの迷宮（2004年5月 ハルキ文庫）
- そして今はだれも（2005年9月 双葉社 / 2010年10月 双葉文庫）
- 星降る楽園でおやすみ（2006年8月 中央公論新社 / 2008年8月 中公文庫）
- 雲の上の青い空（2007年8月 PHP研究所 / 2011年1月 PHP文芸文庫）
- せせらぎの迷宮（2008年9月 ハルキ文庫）
- シルバー村の恋（2009年7月 光文社文庫）
- 丘の上の赤い屋根（2010年7月 PHP研究所 / 2013年9月 PHP文芸文庫）
- からくりランドのプリンセス（2013年11月　原書房）

### アンソロジー
「」内が収録されている青井夏海の作品
- 蒼迷宮（2002年3月 祥伝社文庫）「大空学園に集まれ」
- 本格ミステリ03（2003年6月 講談社ノベルス）
  - 【改題】論理学園事件帳（2007年1月 講談社文庫）「別れてください」
- ベスト本格ミステリ2012（2012年6月 講談社ノベルス）「払ってください」
  - 【改題】探偵の殺される夜 本格短編ベスト・セレクション（2016年1月 講談社文庫）
- エール!1（2012年10月 実業之日本社文庫）「金環日食を見よう」

## 映像化作品
テレビドラマ
- 赤ちゃんをさがせ（2003年2月17日 - 3月6日、全12話、NHK総合、主演：高野志穂）

## 外部サイト
- OCEANFRONT - 本人管理のホームページ
- 青井夏海さんインタビュー - 出産情報サイト「REBORN」によるインタビュー
- 青井夏海 (@aonatsu) - X（旧Twitter）